# Аквазі Аманква Афріфа
Аквазі Аманква Афріфа (англ. Akwasi Amankwaa Afrifa; 24 квітня 1936 — 26 червня 1979) — ганський політичний і військовий діяч, голова урядової Ради національного визволення Республіки Гана 1969 року, глава Президентської комісії Гани у 1969–1970 роках. Страчений після військового перевороту 4 червня 1979 року.

## Життєпис
Народився 24 квітня 1936 року в Мампонзі, у родині племінного вождя Опаніна Квакі Аманкви та Ами Серваа Аманіампонг. За походження був одним з традиційних вождів народу ашанті.
Початкову освіту здобув у пресвітеріанській школі-інтернаті для хлопчиків у рідному Мампонзі. У 1952–1956 роках навчався у коледжі у Кейп-Кості (Центральна область Гани).

### Служба у британській колоніальній армії
Після закінчення коледжу вступив на службу до лав британської колоніальної армії та 1957 року був відряджений на навчання до Спеціальної школи підготовки офіцерів у Гані. Наступного року залишив Гану, яка здобула незалежність, щоб продовжити навчання в Офіцерській кадетській школі Монс в Олдершоті (Велика Британія) та у престижній Королівській військовій академії в Сандгерсті.
1960 року закінчив навчання та, отримавши звання лейтенанта, був направлений командувати стрілецькою ротою у складі військ ООН під час миротворчої операції в Конго. Після цього, 1961 року, він пройшов курс навчання у Піхотній школі в Гайті (графство Кент).

### Офіцер ганської армії
Після повернення на батьківщину 1961 року Аквазі Аманква Афріфа командував піхотним батальйоном у Тамале, а потім, у 1962–1965 роках, служив офіцером в об'єднаному Штабі оборони Гани, будучи відрядженим до 2-ї піхотної бригади в Кумасі. 1964 Афріфа відвідував перший ганський Військовий коледж у Теші та до 1965 року відповідав за навчання й підготовку військ, а також займався оперативним плануванням, отримавши позачергове звання майора. В Кумасі Афріфа подружився з командиром 2-ї піхотної бригади підполковником Еммануелем Квасі Котокою, який невдовзі став організатором усунення від влади першого президента Гани Кваме Нкруми.

### Державний переворот
Вранці 24 лютого 1966 року, коли президент Нкрума перебував з візитом у Ханої, підрозділи 2-ї піхотної бригади за наказом Котоки вступили до столиці країни Аккри та, за розробленим майором Африфою планом почали займати ключові пункти у місті. Незважаючи на запеклий і тривалий опір президентської охорони, армія усунула соціалістичний режим Кваме Нкруми та привела до влади Раду національного визволення на чолі з генерал-майором Джозефом Анкрою. Афріфа став одним з 8 членів Ради й отримав звання полковника. 1967 року був призначений начальником Військової академії та Військового навчального центру, отримавши звання бригадного генерала.
Під час спроби військового перевороту 17 квітня 1967 року, якої вжив лейтенант Самуель Артур, Афріфа перебував з інспекційним візитом на півночі Гани та не брав участі у подіях в Аккрі, під час яких загинув його головний союзник генерал Котока. Однак він прийняв командування військами в Кумасі й Тамале, чим попередив заворушення й невизначеність в армії. Утім, за багато років генерал Анкра стверджував, що змовники розраховували на підтримку Афріфи, проте такі твердження не було нічим підтверджено. Після повернення до столиці Афріфа брав участь у похованні Котоки.
У 1967–1969 роках Аманква Афріфа займав пост комісара (міністра) фінансів, торгівлі й економіки, який став одним з ключових за умов глибокої економічної кризи, що вразила Гану ще за часів правління Кваме Нкруми. Афріфа домігся відтермінування виплат за боргами, успадкованими від попереднього режиму, й отримав додаткові позики, в тому числі й від Міжнародного валютного фонду. Журнал «Тайм» 1969 року так оцінював діяльність Афріфи на посту: «Під управлінням Афріфи Гана жила бережливо, із суворим бюджетом. Це — також і особистий стиль Афріфи: він живе у скромному бунгало та керує маленьким автомобілем — універсалом».

### Глава держави
2 квітня 1969 року голова Ради національного визволення генерал-лейтенант Джозеф Анкра був змушений подати у відставку після того як був звинувачений в отриманні хабаря. Новим главою держави був призначений комісар фінансів, торгівлі й економіки бригадний генерал Аквазі Аманква Афріфа. За кілька днів він виступив на радіо й телебаченні зі зверненням до нації та повідомив, що змін у внутрішній та зовнішній політиці Гани не відбудеться. Афріфа підтвердив ухвалене Радою у травні 1968 року рішення щодо проведення виборів і передачі влади цивільному уряду, а також заявив про прийдешнє скасування заборони на діяльність політичних партій. У квітні було прийнято закон, який забороняв іноземцям купувати землю на території Гани, а Комітет підприємців Гани оголосив 202 підприємства, що належали сирійцям, ліванцям та індійцям, «зарезервованими» за громадянами Гани. Всі ті, хто народився не в Гані, мали отримати спеціальний дозвіл під час влаштування на роботу (за винятком лікарів та інших дефіцитних фахівців).
29 квітня було опубліковано декрет Ради про політичні партії, який забороняв колишнім міністрам уряду Кваме Нкруми та членам Центрального комітету розформованої Народної партії конвенту засновувати партії та працювати в їх апараті. 1 травня віце-голова Ради, міністр внутрішніх справ і генеральний інспектор поліції Джон Гарлі заявив, що віднині знято заборону на політичну діяльність і створення політичних партій.
Процес формування багатопартійної системи розпочався дуже активно, й до початку літа в країні утворилось 16 партій. У червні Рада заборонила Народно-популярну партію, оскільки вважала її продовжувачем традицій Кваме Нкруми, а до серпня решта партій злились до п'яти великих. З них реальні шанси на перемогу мали дві: Прогресивна професора Кофі Бусіа, яка спиралась на племена мовної групи акан на чолі з племенем ашанті, та Національний союз (альянс) лібералів колишнього міністра фінансів Комли Гбедеми, який спирався на народ еве. Аквазі Аманква Афріфа підтримував у передвиборчих перегонах Кофі Бусіа та його Прогресивну партію.

#### Загальні вибори та нова конституція
Влітку 1969 року Конституційна асамблея розробила нову конституцію країни, яку було ухвалено 22 серпня, і 29 серпня 1969 відбулись вибори до Національних зборів.
| Політична партія                  | Назва (англ.)                        | Лідер         | Місця в парламенті | %  |
| Прогресивна партія                | Progress Party (PP)                  | Кофі Бусіа    | 105                | 59 |
| Національний союз лібералів       | National Alliance of Liberals (NAL)  | Комла Гбедема | 29                 | 30 |
| Об'єднана націоналістична партія  | United Nationalist Party (UNP)       | Д. Аппіа      | 2                  | 4  |
| Партія народної дії               | People's Action Party (PAP)          | А. Аярн       | 2                  | 3  |
| Всенародна республіканська партія | All People's Republican Party (APRP) | Н. Кведу      | 1                  | 2  |
| Інші                              |                                      |               | 1                  | 2  |

.
1 вересня 1969, за два дні після того як Виборча комісія на майдані Чорної зірки в Аккрі проголосила перемогу Прогресивної партії, професор Кофі Абрефа Бусіа був призначений на пост прем'єр-міністра «Другої республіки».

#### Економіка та міжнародні зв'язки
Економіка Гани за часів нетривалого правління генерала Афріфи все ще мала труднощі. За підсумками року в країні налічувалось 600 000 безробітних, зовнішній борг перевищив мільярд нових седі, не вдавалось цілком задовольнити потреби країни у продовольстві. Середній прибуток на душу населення становив 119 фунтів стерлінгів, середня тривалість життя — 38 років. Щоб покращити ситуацію уряд посилив заходи щодо економії коштів, установив максимум зарплатні для міністрів, скоротив на 10% перекази платні іноземних службовців за кордон. Було отримано позики від Великої Британії та Франції, заплановано розширення виробництва експортних культур — гевеї, олійної пальми, цукрової тростини, тютюну та бавовни. За допомогою ФРН продовжувалось будівництво заводу електрокабеля та дротів для високовольтних ліній, було укладено угоду з Канадою про завершення будівництва гідроелектрокомплексу «Вольта». 1969 року було завершено реконструкцію міжнародного аеропорту Аккри, який донині має ім'я загиблого там генерала Еммануеля Котоки, друга Афріфи.
У квітні було укладено угоду щодо культурного й технічного співробітництва з Францією, у травні Гану відвідала економічна місія Ізраїлю, у червні до країни прибули добровольці американського Корпусу миру.
У червні 1969 року Афріфа відвідав Того.

#### На чолі Президентської комісії
3 вересня 1969 року було започатковано Президентську комісію, яка мала виконувати функції глави держави до проведення 1970 року президентських виборів.
Комісія складалась з голови — генерала Аквазі Аманкви Афріфи, колишнього віце-голови розпущеної Ради національного визволення Джона Гарлі й начальника Штабу оборони генерала Альберта Квесі Окрана. Влада в країні відтоді належала прем'єр-міністру та Національним зборам, проте Афріфа продовжував брати активну участь у державній діяльності. У листопаді 1969 року він відвідав Того та провів там перемовини щодо економічного співробітництва з президентом Того, армійським генералом Етьєнном Ейадемою та головою Виконавчої ради Нігерії генерал-майором Якубу Говоном.
30 липня 1970 Національні збори Гани вирішили розпустити Президентську комісію та провести вибори президента країни. 7 серпня того ж року Комісію було розформовано, і генерал Аквазі Аманква Афріфа відійшов від політичного життя Гани. Президентом Гани був обраний Едвард Акуфо-Аддо.

### Афріфа й переворот 1972 року
Після відставки Афріфа, який уже отримав звання генерал-лейтенанта, виїхав до рідного Мампонга на свою ферму та жив там як приватна особа. Новий правитель ашанті Отумфуо Опоку Варе II присвоїв Афріфі традиційний титул Окатакійє (англ. Okatakyie, «Герой»), який почав уживатись при повному зазначенні його імені — Окатакійє Аквазі Аманква Афріфа.
Тим часом ліберальна політика уряду професора Бусіа не принесла оздоровлення економіці країни, а корупція та хабарництво знищили довіру населення й армії до «Другої республіки». 13 січня 1972 року командир 1-ї піхотної бригади ганської армії підполковник Ігнатіус Ачампонг скинув цивільний уряд. Вже 15 січня генерал Афріфа був заарештований у будинку скинутого прем'єр-міністра та ув'язнений. Того ж дня Ачампонг, особисто знайомий з Афріфою за службою в Кумасі, заявив столичній газеті «Daily Graphic», що був змушений заарештувати колишнього главу держави, оскільки удався до спроби його вбити під час особистої аудієнції. Тим часом демонстранти, які виходили на вулиці столиці, щоб підтримати переворот, несли плакати з написами «Полковник Ачампонг справжній герой — розіп'яти Афріфу!».
19 лютого «Daily Graphic» опублікувала знімок двоповерхового кам'яного будинку Афріфи у Кробо, після чого у пресі почалась кампанія з викриття колишнього правителя. Були опубліковані види внутрішнього оздоблення будинку генерала, які спростовували думку про його особисту скромність, його приватне життя стало предметом ретельного розгляду. Однак нова влада, яка налаштовувала громадськість проти Афріфи, не знайшла серйозних причин, щоб притягнути його до відповідальності. У грудні 1972 генерал Афріфа був звільнений та повернувся до Мампонга.

### В опозиції
Вкотре відійшовши від політики, Афріфа, як член громади Кробо зайнявся її розвитком та упродовж кількох років реалізовував на своїй батьківщині проект, відомий як «Проект реконструкції Кробо». Тільки у грудні 1977 року, коли стало зрозуміло, що й режим Ачампонга не в змозі вивести країну з глухого кута, Афріфа звернувся до правителя Гани з листом, в якому висловлював занепокоєння щодо майбутнього країни. Він закликав повернутись до політики Ради національного визволення, вказував на небезпеку нового перевороту, який обернеться стратами колишніх і нинішніх правителів. Однак Ачампонг опублікував його лист у пресі, звинувативши Афріфу в боягузтві та своєкорисності, а самого генерала невдовзі посадив під домашній арешт.
Афріфа разом із Комлі Агбелі Гбедемою став одним з лідерів Народного руху за свободу та справедливість (PMFJ), який виступав проти курсу військового режиму, закликав не підтримувати Ачампонга на референдумі 30 березня 1978 та, за деякими даними, навіть звинувачував ся владою у підготовці вторгнення до країни з-за кордону.
1978 року новий правитель Гани генерал-лейтенант Фред Акуффо відмовився від курсу Ачампонга та почав готувати підґрунтя для передачі влади обраному цивільному уряду та встановлення у Гані «Третьої республіки». Аквазі Аманква Афріфа був звільнений та активно включився до політичної діяльності, сподіваючись виступити вже як парламентський політик. Він пропонував свою кандидатуру на пост віце-президента, проте жоден кандидат у президенти не пристав на таку пропозицію, а його спроба очолити партію Об'єднаний національний конвент також провалилась. Афріфа вирішив балотуватись до Національних зборів від Північного Мампонга як кандидат партії Вільяма Офорі-Атти. Однак за два тижні до виборів стався переворот, який привів до влади молодих офіцерів на чолі з капітаном ВПС Джеррі Ролінгсом.

### Арешт. Страта. Перепоховання
На виборах 18 червня 1979 року генерал Афріфа був обраний до Національних зборів, однак був заарештований новою владою на власній віллі у Мампонзі та засуджений разом з іншими колишніми лідерами країни. Незважаючи на те, що деякі діячі нового режиму виступали проти крайнощів, Афріфу й інших звинувачених після швидкого слідства було засуджено до страти за звинуваченням у корупції, зловживанні владою та зраді.
Афріфа був розстріляний 26 червня 1979 року перед строєм солдат на військовому полігоні Теші в Аккрі разом з колишнім президентом генералом Фредом Акуффо та членами Вищої військової ради адміралом Амедаме, віце-маршалом авіації Джорджем Боаке, генерал-майором Робертом Котеї та комісаром закордонних справ полковником Роджером Джозефом Феллі. Рештки Афріфи було поховано на цвинтарі в'язниці Нсавам, а потім перенесено до невідомої могили в Абуагірі (Східна область).
У квітні 2001 року президент Гани Джон Куфуор задовольнив клопотання вдів розстріляних і розпорядився провести ексгумацію тіл 8 генералів, страчених улітку 1979 року. Первинно влада мала сумніви, що рештки генералів можна відшукати, оскільки страчених ховали у безіменних могилах, проте знайшлись офіцери тюремної служби, які точно знали місця поховань. Довідавшись про рішення Куфуора, Кристіна Афріфа, вдова генерала, заявила BBC — «Я щаслива від такого рішення; я з нетерпінням чекала на нього упродовж багатьох років».
8 серпня 2001 року рештки генерала Афріфи були ексгумовані та 27 грудня, після офіційного богослужіння, передані родині загиблого в гарнізонній методистській-пресвітеріанській церкві 37-го військового шпиталю. Ашантійський правитель Мампонга Даасебре Осей Бонсу відповідно до традиції призначив спеціальну делегацію для супроводження родини Афріфи та для сповіщення правителя Ашанті Отумфіо Осея Туту II.
26 січня 2002 року рештки генерала Афріфи було поховано у Кробо.
2004 року було переглянуто справи розстріляних генералів та з'ясовано, що розслідування щодо них проводилось поспіхом, було неповним і незакінченим.

## Твори
- Afrifa, Akwasi Amankwaa (1966). The Ghana Coup, 24 February 1966. London: Frank Cass. ASIN B000H45GBC. OCLC 860314. З передмовою Кофі Бусіа та вступом угорського історика Тибора Самуелі